# Лапио
Лапѝо (на италиански: Lapio) е село и община в Южна Италия, провинция Авелино, регион Кампания. Разположено е на 500 m надморска височина. Населението на общината е 1648 души (към 2010 г.).